# نیوکاسل (تگزاس)
نیوکاسل، تگزاس(به انگلیسی: Newcastle, Texas) شهری در ایالت تگزاس از ایالات جنوبی ایالات متحده آمریکا است. در سرشماری سال ۲۰۰۰، جمعیت این شهر ۵۷۵ نفر اعلام شد.